# Bom Jardim da Serra
Bom Jardim da Serra är en kommun i Brasilien.   Den ligger i delstaten Santa Catarina, i den södra delen av landet, 1 400 km söder om huvudstaden Brasília. Antalet invånare är 4 400.
I omgivningarna runt Bom Jardim da Serra växer huvudsakligen savannskog. Runt Bom Jardim da Serra är det glesbefolkat, med 11 invånare per kvadratkilometer.